# Цветовой центр
Цветовой центр - это область мозга, которая в первую очередь отвечает за визуальное восприятие и кортикальную обработку цветовых сигналов, полученных глазом, результатом чего в конечном итоге является цветоощущение. Цветовой центр у людей, как полагают, расположен в вентральной затылочной доли как часть зрительной системы, в дополнение к другим областям, ответственным за распознавание и обработку определенных зрительных стимулов, таких как лица, слова и объекты. Многие исследования функциональной магнитно-резонансной томографии (фМРТ) у людей и макак-обезьян показали активацию цветовыми стимулами нескольких областей мозга, включая веретеновидную извилину и язычную извилину. Эти области, а также другие, определяемые как участвующие в обработке цветового зрения, вместе обозначаются зрительной областью 4 (V4). Точные механизмы, местоположение и функции V4 все еще изучаются.